# Internationale Vakbondsfederatie voor Textiel, Kleding en Leder
Internationale Vakbondsfederatie voor Textiel, Kleding en Leder, in het Engels International Textile, Garment and Leather Workers' Federation, (ITGLWF), was een internationale vakbondsfederatie.

## Geschiedenis
De organisatie werd opgericht op 5 juni 1970 tijdens een congres te Folkestone als gevolg van de fusie van de  International Textile and Garment Workers' Federation (ITGWF) en de International Shoe and Leather Workers' Federation (ISLWF).
Op 19 Juni 2012, tijdens het congres in Kopenhagen fuseerde de ITGLWF met de Internationale Federatie voor Werknemers in de Mijnbouw, Chemie, Energiesector en Algemene Arbeiders (ICEM) en de Internationale Metaalbond (IMB) tot de IndustriALL Global Union.

## Structuur
De hoofdzetel was gelegen in de Joseph Stevensstraat 8 te Brussel. De laatste voorzitter was Hisanobu Shimada, de laatste algemeen secretaris was Klaus Priegnitz.

### Bestuur
| Periode     | Voorzitter          |
| ----------- | ------------------- |
| 1970 - 1972 | John Newton         |
| 1972 - 1980 | Karl Buschmann      |
| 1980 - 1984 | Harold Gibson       |
| 1984 - 1988 | Karl Erik Persson   |
| 1988 - 1992 | Berthold Keller     |
| 1992 - 1996 | David Lambert       |
| 1996 - 2004 | Peter Booth         |
| 2004 - 2009 | Manfred Schallmeyer |
| 2009 - 2012 | Hisanobu Shimada    |

| Periode     | Algemeen secretaris |
| ----------- | ------------------- |
| 1970 - 1971 | Jack Greenhalgh     |
| 1971 - 1988 | Charles Ford        |
| 1988 - 2009 | Neil Kearney        |
| 2009 - 2011 | Patrick Itschert    |
| 2011 - 2012 | Klaus Priegnitz     |

### Congressen
| Congres | Datum                | Locatie           |
| ------- | -------------------- | ----------------- |
| 1       | 16-20 oktober 1972   | Amsterdam         |
| 2       | 22-28 maart 1976     | Dublin            |
| 3       | 6-10 oktober 1980    | Wenen             |
| 4       | 23-26 oktober 1984   | Tel Aviv          |
| 5       | 26-30 september 1988 | Tokio             |
| 6       | 26-30 oktober 1992   | Espinho           |
| 7       | 15-19 april 1996     | Melbourne         |
| 8       | 26-29 juni 2000      | Norrköping        |
| 9       | 4-6 oktober 2004     | Istanboel         |
| 10      | 2-4 december 2007    | Frankfurt am Main |
| 11      | 19 juni 2012         | Kopenhagen        |

## Aangesloten vakbonden en vakcentrales
De federatie telde 217 vakbonden en vakcentrales die de belangen van werknemers in de textielindustrie en aanverwante sectoren in 110 landen behartigde. Voor België waren de ABVV-centrales TKD en de Algemene Centrale aangesloten. Voor het ACV waren dit Metea en LBC-NVK. Daarnaast was ook de ACLVB lid. Voor Nederland waren dit respectievelijk FNV Bondgenoten en CNV Vakmensen.